# Proverbele și pildele lui Solomon

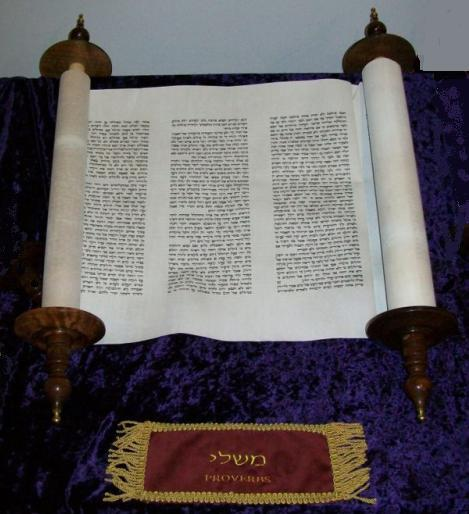

„Proverbele și pildele lui Solomon” este numele unei cărți din Vechiul Testament.